# 乌得勒支鸡奸大审判

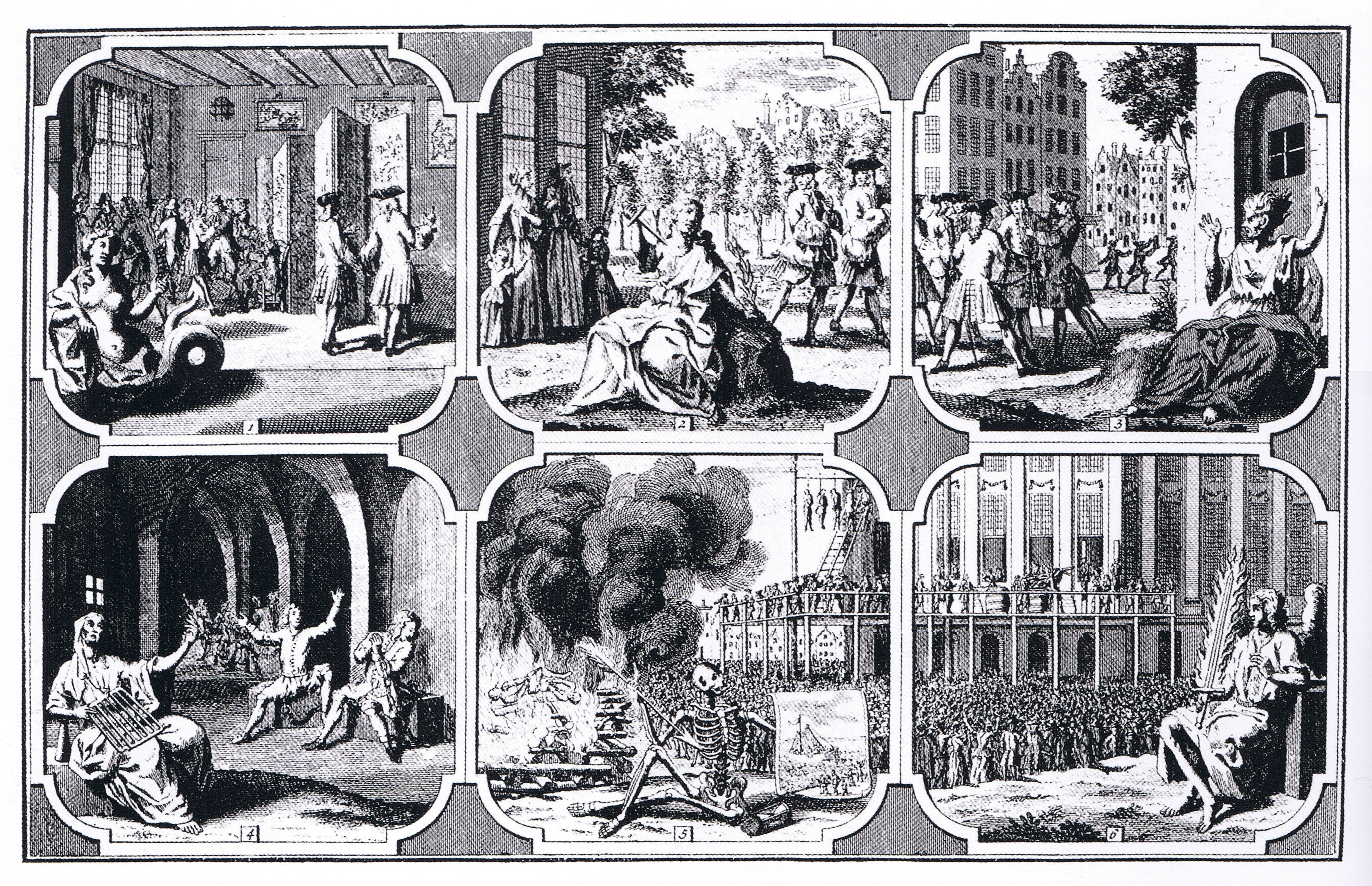
及时的惩罚被描述为对不敬虔和该死罪人的警告。
（描绘荷兰同性恋者被屠戮的版画1731年在阿姆斯特丹出版）

乌得勒支鸡奸大审判（荷蘭語： / 英語：）是指1730年发生在荷兰共和国的针对LGBT人士的大规模迫害运动。这次运动始于乌得勒支，并在次年蔓延到荷兰全境。该事件导致了250起到300起审判，且审判结果大多以死刑告终。

## 事件经过
截至1730年，荷兰共和国境内的牛群刚刚经历了一场动物流行病疫情，同时他们的防海堤也正遭受着船蛀的威胁。而在此之前，几场灾难接连袭击了这个国家：1657年斯塔福伦大洪水、1674年乌得勒支大教堂在一场弓形回波风暴中倒塌，以及1692年一场被认为是天谴的地震。这些事情让荷兰人民陷入道德恐慌中，而他们将人群中的同性恋者推出来作为替罪羊。
乌得勒支大教堂的中殿废墟一直是当地同性恋者的聚会场所。1730年4月，乌得勒支市政府应大教堂圣器守司乔苏亚·威尔斯（Josua Wils）的要求对此进行调查。包括扎卡里亚斯·威尔斯玛（Zacharias Wilsma）在内的一些男子遭到逮捕和审讯。他们的供述标明，在荷兰共和国的其他地区也存在着同性恋者的交友网络和聚会场所。同年7月，荷兰地区紧随其后对同性恋者进行抓捕和审讯；全国范围内的大审判风潮随之而来。当时也有数位身居高位的人士被怀疑，但是他们在抓捕行动前就逃离了荷兰共和国。在乌得勒支，大约有40名男子被审判，:229 而其中18人被定罪并被勒死。勒死是荷兰共和国当时针对同性恋者的最常见惩罚，:131 但在1730年到1731年的大清洗时期，荷兰共和国还对同性恋者采取了绞刑和水桶溺毙等其他处死方式。而他们的尸体在处刑后或被烧毁，或被丢入海中，亦或者埋在绞架下。这次针对同性恋者的迫害除了得到天主教的支持，也得到了新教传教士们的拥护，他们甚至将当时的船蛀描述成上帝对同性恋的不满。:259

## 延伸阅读
- Leo J. Boon. Ivo Schöffer , 编. . De Bataafsche Leeuw. 1997. ISBN 9789067074421 （荷兰语）.

- Theo van der Meer. . SUN. 1995. ISBN 9789061684442 （荷兰语）.